# Tmesisternus marginalis
Tmesisternus marginalis là một loài bọ cánh cứng trong họ Cerambycidae.